# Brothers Road
Brothers Road es una localidad de Trinidad y Tobago, que forma parte de la región de Couva-Tabaquite-Talparo.

## Geografía
La localidad abarca parte de la isla Trinidad y limita al norte con Tabaquite y Brickfield-Navet al sur con Sisters Village y New Grant (ambos de la región de Princes Town), al este con Brickfield-Navet y San Pedro y al oeste con Piparo.

## Demografía
Datos demográficos de la localidad de Brothers Road:
| Gráfica de evolución demográfica de Brothers Road entre 2000 y 2011 |
|                                                                     |